# 長木哲朗
長木 哲朗（ちょうき てつろう、1963年 - ）は、日本の自動車技術者、実業家。トヨタ自動車九州株式会社代表取締役社長、一般社団法人九州経済連合会北九州地域委員長。元公益財団法人飯塚研究開発機構理事長。

## 人物・経歴
福岡県福岡市出身。1986年に九州工業大学工学部を卒業後、同年トヨタ自動車入社。主にパワートレイン技術分野でキャリアを積み、ユニット生技部担当員（ユニット担当）を経て、2001年ユニット生技部主担当員（ユニット担当）。2006年エンジン設計部室長。
エンジン生技部エンジン企画SE室室長を経て、2010年ユニット生技部ユニットSE統括室主査。2011年第2技術開発本部BRエンジン開発・生準推進室室長。2013年生産技術本部BRエンジン生準室室長。2014年上郷工場エンジン鋳造部主査。2015年上郷工場エンジン鋳造部長。2016年パワートレーンカンパニー上郷工場・下山工場工務部長。
2019年からトヨタ自動車九州へ出向し、エンジン製造部長、苅田工場長、小倉工場長を務めた。2021年からパワートレーン本部長を務め、2023年に取締役に就任。2024年、同社代表取締役社長に就任。九州経済連合会理事・北九州地域委員長、飯塚研究開発機構理事長、福岡県就労支援事業者機構理事、北部九州自動車産業グリーン先進拠点推進会議顧問、福岡EU協会理事なども務める。